# La Caletta
La Caletta is een plaats (frazione) in de Italiaanse gemeente Siniscola op Sardinië.

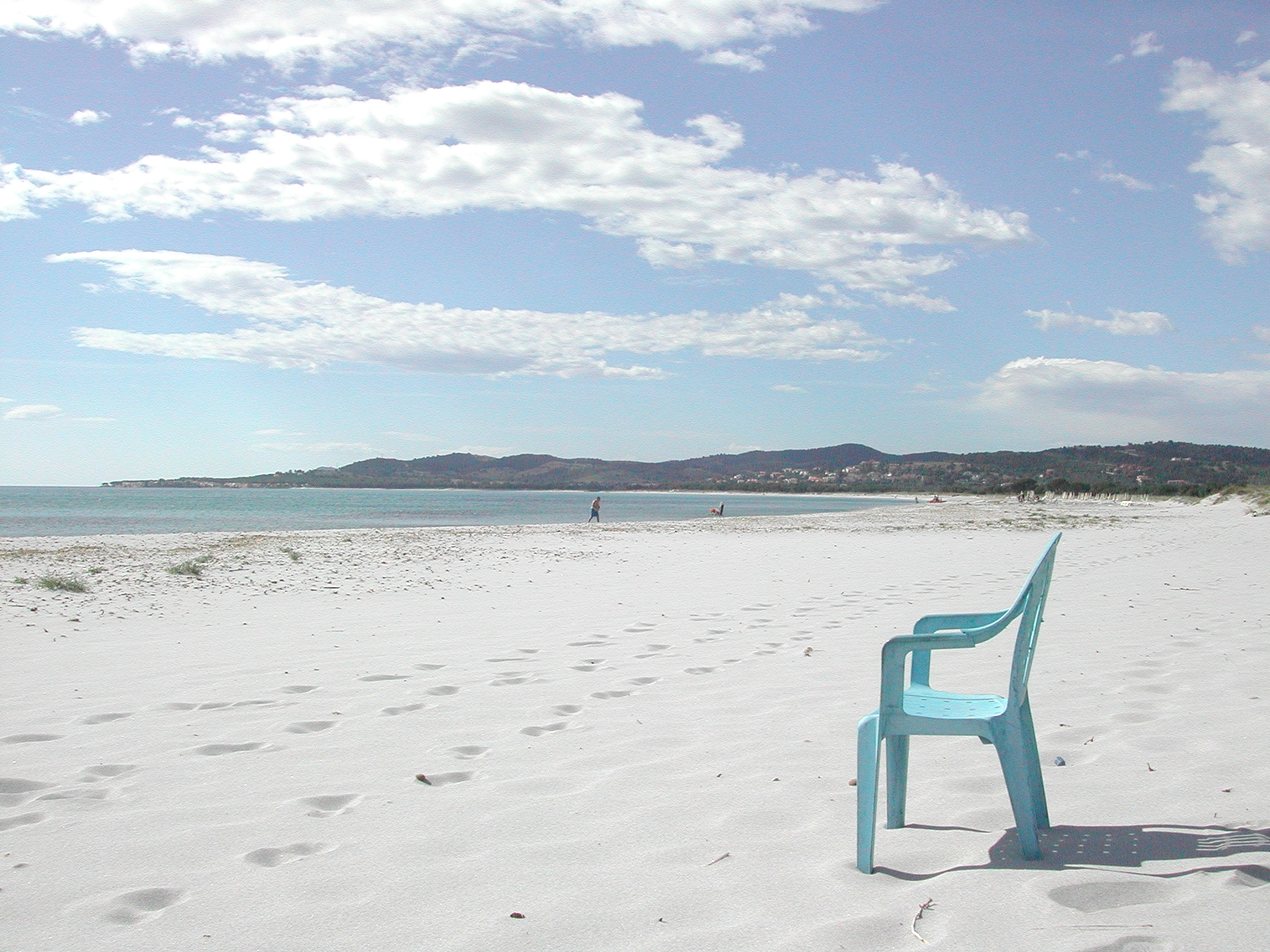
Strand van La Caletta